# 18-14
«18-14» («Восемнадцать-четырнадцать») — историко-приключенческий фильм режиссёра Андреса Пуустусмаа по сценарию Дмитрия Миропольского, вышедший на российские экраны 27 декабря 2007 года.
В фильме рассказывается о первых учениках Царскосельского Лицея, среди которых Александр Горчаков, Иван Пущин, Александр Пушкин, Вильгельм Кюхельбекер, Антон Дельвиг.

## Сюжет
1814 год. В Царском Селе, фешенебельном пригороде столицы Российской империи — Петербурга, — находится Лицей: закрытая элитная школа при императорском дворе Александра I. Самому старшему из учащихся — 18 лет (Иван Малиновский), самому младшему — 14 (Константин Данзас), и это, помимо даты, ещё одно объяснение названия картины.
В Царском Селе происходит цепь загадочных убийств. От рук неизвестного погибают молодые женщины. Эти смерти объединяет один и тот же почерк, звериная жестокость и странное орудие, которым наносятся увечья. В народе злодею придумали прозвище — Царскосельский душегубец.
Размеренное течение жизни нарушено. Со свойственным своему возрасту юношеским азартом лицеисты подключаются к поискам преступника. Но, случайно узнав, кто скрывается под маской злодея, они оказываются в смертельной опасности…
В основу сценария положен роман Дмитрия Миропольского «1814/Восемнадцать-четырнадцать». Автором сценария также выступил Дмитрий Миропольский. Однако вместо 120-минутного фильма в кинопрокат попала сильно сокращённая 90-минутная версия с оборванными сюжетными линиями (она же периодически транслируется телеканалами). Одновременно существует многосерийная телевизионная версия фильма (более полная, однако с изменённой логикой последовательности сцен).

## В ролях

### Лицеисты
| Актёр               | Роль                                            |
| ------------------- | ----------------------------------------------- |
| Станислав Белозеров | «Обезьяна» Александр Пушкин                     |
| Степан Балакшин     | «Франт» Александр Горчаков                      |
| Иван Макаревич      | «Жанно» Иван Пущин                              |
| Александр Быковский | «Тося» Антон Дельвиг                            |
| Сергей Друзьяк      | «Медведь» Константин Данзас                     |
| Иван Мартынов       | «Кюхель» Вильгельм Кюхельбекер                  |
| Роман Ярославцев    | «Лиса», «Фискал» Сергей Комовский               |
| Иван Пачин          | «Малина» Иван Малиновский (сын директора Лицея) |

### Взрослые
| Актёр             | Роль                                                                                         |
| ----------------- | -------------------------------------------------------------------------------------------- |
| Богдан Ступка     | статский советник Василий Фёдорович Малиновский (первый директор Лицея)                      |
| Алексей Гуськов   | подполковник Степан Степанович Фролов (второй директор Лицея)                                |
| Александр Лыков   | профессор Александр Петрович Куницын (учитель нравственных, юридических и политических наук) |
| Евгений Дятлов    | профессор Николай Фёдорович Кошанский (учитель словесности)                                  |
| Юрий Нифонтов     | профессор Яков Иванович Карцов (учитель химии)                                               |
| Сергей Барковский | надзиратель Пилецкий                                                                         |
| Андрес Пуустусмаа | профессор Фёдор Матвеевич Гауэншильд                                                         |
| Игорь Яцко        | доктор Франц Осипович Пешель                                                                 |
| Юрий Ицков        | граф Алексей Андреевич Аракчеев                                                              |
| Фёдор Бондарчук   | граф Варфоломей Васильевич Толстой                                                           |
| Наталья Суркова   | княгиня Волконская                                                                           |
| Игорь Черневич    | следователь Ананий Феодосьевич Борзюк                                                        |
| Сергей Гармаш     | дядька Константин Сазонов                                                                    |
| Леонид Громов     | дядька Фома                                                                                  |
| Александр Баширов | дядька Прокофьев                                                                             |
| Эмилия Спивак     | фрейлина Ольга                                                                               |
| Елизавета Нилова  | актриса Наталья Овошникова                                                                   |
| Кирилл Кяро       | Денисов                                                                                      |

## Лицеисты
Александр Сергеевич Пушкин (15 лет)
В Лицее получает прозвища «Обезьяна» (происходит от вольтеровского определения французов как смеси обезьяны и тигра, которое было подхвачено в 1812 году адмиралом Шишковым и использовано в антифранцузской патриотической пропаганде; в годовщину 19 октября 1828 года, заполняя шутливый протокол собрания лицеистов, Пушкин записал: «Француз (смесь обезианы с тигром)») и «Француз» (за то, что пишет стихи на французском лучше, чем на русском, за любовь к французской поэзии и постоянное чтение французских книг).
Будущий гений в фильме предстаёт дерзким мальчишкой, который в первом же эпизоде устраивает погром на уроке химии, а после ночи, проведённой с девушкой, потехи ради, целует княгиню Волконскую, после чего сочиняет про неё эпиграмму. Первый с конца по успеваемости.
Расследует и раскрывает дело о «Царскосельском душегубце».
В будущем — великий поэт, гордость России.
Иван Иванович Пущин (16 лет)
Получает прозвище «Жанно» за «французскую» романтичность. Одной из возлюбленных Пущина была жертва «душегубца», служанка Настасья.
Принимает участие в расследовании дела о «Царскосельском душегубце». Секундант Кюхельбекера на дуэли.
Будущий декабрист.
Барон Антон Антонович Дельвиг (16 лет)
В кругу друзей Дельвига называют «Тося».
Первый из лицеистов, чьи стихи опубликованы. Прилично учится, обладает красивым почерком, любит науку и глубоко изучает этику. Тем не менее, нередко проказничает: в одном из эпизодов фильма крадёт карты и прячется под столом преподавателя, в другом покупает друзьям ром, из которого они готовят гоголь-моголь.
В будущем — известный русский поэт и авторитетный литературный критик.
Вильгельм Карлович Кюхельбекер (17 лет)
Немец Кюхельбекер получает прозвище «Кюхля», или «Кюхель».
Частый объект эпиграмм Саши Пушкина, одна из них становится причиной дуэли:

За ужином объелся я,
А Яков запер дверь оплошно,
И стало мне, мои друзья,
И кюхельбекерно, и тошно.
На дуэли Пушкин стреляет в воздух, после чего дуэлянты мирятся.
В будущем — известный поэт и декабрист-каторжанин.
Князь Александр Михайлович Горчаков (16 лет)
Прозвище «Франт». Блестящий ученик, впоследствии окончил Лицей с золотой медалью. Лидер юных лицеистов, по его инициативе они дают клятву вечной дружбы.
Лучший друг Пушкина в Лицее, его секундант на дуэли с Кюхельбекером.
Участвует в расследовании дела о «Царскосельском душегубце» и сам едва не становится жертвой преступника.
В будущем — многолетний руководитель внешней политики России, канцлер Российской империи.
Константин Карлович Данзас (14 лет)
Легко бросается в драку, за что, вероятно, и получил прозвище «Медведь». Самый младший и весёлый среди друзей.
Впоследствии стал генерал-майором и был секундантом Пушкина на последней дуэли.